# コルビエールAOC
コルビエール AOC(Corbières AOC)は、フランス南部ラングドック＝ルシヨン地方コルビエール村を含むオード県の百数十か村、14400haの畑から生産されるワインで、95％が赤であるが、白やロゼも作られている。
AOCを獲得したのは1985年12月であるが、その前のVDQSワイン時代には、今よりさらに多く作られていたため、日本にも多く出回っていた。
南フランスに多い、グルナッシュ、カリニャン、ムルヴェードルなどのぶどう品種から作られるワインは、スパイスのような香りと、適度な渋み、穏やかな酸味を持ち、アルコール度数も高いが、やや個性には乏しく、この地方ではむしろワインの階級としては最低位にあるヴァン・ド・ペイ、とくにヴァン・ド・ペイ・ドックのほうが注目を集めている。